# Haselbach (Bawaria)
Haselbach – miejscowość i gmina w Niemczech, w kraju związkowym Bawaria, w rejencji Dolna Bawaria, w regionie Donau-Wald, w powiecie Straubing-Bogen, wchodzi w skład wspólnoty administracyjnej Mitterfels. Leży w Lesie Bawarskim, około 15 km na północny wschód od Straubingu, przy linii kolejowej Cham – Straubing.

## Dzielnice
W skład gminy wchodzą dwie dzielnice: Dachsberg, Haselbach.

## Demografia
| Rok  | Liczba mieszk. |
| ---- | -------------- |
| 1970 | 1 150          |
| 1987 | 1 222          |
| 2000 | 1 549          |

## Oświata
(na 1999)

W gminie znajduje się 25 miejsc przedszkolnych (52 dzieci).